# Mesto prikritega trgovanja
V financah je mesto prikritega trgovanja (angleško dark pool ali tudi black pool) zasebni forum (alternativni sistem trgovanja - angleško ATS (Alternative Trading System)) za trgovanje z vrednostnimi papirji, izvedenimi finančnimi instrumenti in drugim finančni instrumenti. Likvidnost na teh trgih se imenuje likvidnost mesta prikritega trgovanja. Večina poslov mesta prikritega trgovanja predstavlja velike posle finančnih institucij, ki se ponujajo zunaj javnih borz, kot sta newyorška borza in NASDAQ, tako da takšni posli ostanejo zaupni in zunaj področja splošnega vlaganja javnosti. Razdrobljenost elektronske platforme za trgovanje je omogočila ustvarjanje mest prikritega trgovanja, do katerih se običajno dostopa prek stičišč za trgovanje ali neposredno med udeleženci na trgu prek zasebnih pogodbenih dogovorov. Na splošno mesta prikritega trgovanja niso na voljo javnosti, v nekaterih primerih pa lahko do njih posredno dostopajo mali vlagatelji in trgovci prek maloprodajnih posrednikov.
Ena od glavnih prednosti institucionalnih vlagateljev pri uporabi mesta prikritega trgovanja je nakup ali prodaja velikih blokov vrednostnih papirjev, ne da bi pokazali svojo roko drugim in se tako izognili vplivu na trg, saj niti velikost posla niti identiteta nista razkrita še nekaj časa po izpolnitvi posla. Vendar to pomeni tudi, da so nekateri udeleženci na trgu prikrajšani, saj ne morejo videti naročil, preden se izvršijo; cene se dogovorijo med udeleženci v mestu prikritega trgovanja, tako da trg ni več transparenten.